# Krankheit oder Moderne Frauen
Krankheit oder Moderne Frauen. Wie ein Stück è un'opera teatrale della drammaturga tedesca Elfriede Jelinek, vincitrice del Premio Nobel per la letteratura nel 2004. Il dramma fu pubblicato per la prima volta nel 1984 ed ebbe il suo debutto sulle scene nel 1987.

## Trama
L'infermiera Emily decide di lasciare il fidanzato, il dottor Heidkliff, perché si è innamorata di una donna, Camilla. All'insaputa di Heridkliff, Emily comincia a uscire con Camilla, che è incinta e sposata con il dottor Benno Hundekoffer. Tuttavia, Camilla muore di parto ma viene trasformata in vampiro da Emily. Quando i dottori Heidkliff e Hundekoffer scoprono non solo del tradimento delle donne, ma del loro vampirismo, i due si mettono a dare loro la caccia per ucciderle e porre fine al loro atto di creazione sovrannaturale.

## Personaggi
- Emily, infermiera e vampira.
- Camilla, casalinga e vampira.
- Dottor Heidkliff, ginecologo e fidanzato di Emily
- Dottor Benno Hundekoffer, ginecoloco e marito di Camilla
- Un santo
- Una martire
- Adolescenti, uomini e donne

## Il debutto
Il dramma ha avuto la sua prima al Theater Bonn di Bonn il 12 febbraio 1987 per la regia di Hans Hollmann.